# Râul Gardina
Râul Gardina este un curs de apă, afluent al râului Valea Feții. 

## Hărți
- Harta județului Maramureș
- Harta Munții Rodnei  Arhivat în 22 iulie 2020, la Wayback Machine.